# Vedsted Sogn (Jammerbugt Kommune)
 For alternative betydninger, se Vedsted Sogn. (Se også artikler, som begynder med Vedsted Sogn)
Vedsted Sogn er et sogn i Jammerbugt Provsti (Aalborg Stift).
I 1899 blev Vedsted Kirke opført som filialkirke. Herefter blev Vedsted et kirkedistrikt i Aaby Sogn, som var delt mellem Kær Herred i Aalborg Amt og Hvetbo Herred i Hjørring Amt. I 1930 blev Vedsted Kirkedistrikt udskilt som det selvstændige Vedsted Sogn, der samtidig blev overført fra Kær Herred til Hvetbo Herred. Vedsted sognekommune blev ved kommunalreformen i 1970 indlemmet i Aabybro Kommune, som ved strukturreformen i 2007 indgik i Jammerbugt Kommune.
I sognet findes følgende autoriserede stednavne:
- Arentsminde Kanal (vandareal)
- Birkelse (bebyggelse)
- Fristrup (bebyggelse, ejerlav)
- Heden (bebyggelse)
- Kølvring (bebyggelse)
- Kølvring Kær (bebyggelse)
- Lergravshuse (bebyggelse)
- Mumgårde (bebyggelse)
- Ryå (å og bebyggelse)
- Rævhede (bebyggelse)
- Rævhede Kær (areal)
- Rævhede Plantage (areal)
- Skald (bebyggelse)
- Studedriften (areal)
- Søenge (bebyggelse)
- Ulveskov (bebyggelse)
- Vedsted (bebyggelse, ejerlav)
- Vedsted Kær (areal, bebyggelse)